# Rodillo (Salamanca)
Rodillo es una localidad del municipio de Carrascal de Barregas, en la comarca del Campo de Salamanca, provincia de Salamanca, España.

## Historia
La fundación de Rodillo se remonta a la Edad Media, obedeciendo a las repoblaciones efectuadas por los reyes leoneses en la Alta Edad Media, que lo ubicaron en el cuarto de Baños de la jurisdicción de Salamanca, dentro del Reino de León, denominándose en el siglo XIII Rodiello.
Con la creación de las actuales provincias en 1833, Rodillo, perteneciendo ya a Carrascal de Barregas, quedó encuadrado en la provincia de Salamanca, dentro de la Región Leonesa.

## Demografía
En 2017 Rodillo contaba con una población de 3 habitantes, de los cuales 1 era varón y 2 mujeres (INE 2017).
| Gráfica de evolución demográfica de Rodillo entre 2000 y 2017 |
|                                                               |
| Población según los censos de población del INE.              |